# Quentin Urban
Pour les articles homonymes, voir Urban (homonymie).
Quentin Urban, né le 26 octobre 1988, est un kayakiste français, spécialiste du marathon.

## Carrière
Il est sacré Étoile du Sport en 2010.
Il est médaillé d'argent junior en K1 aux Mondiaux de marathon de 2006.
Aux Championnats d'Europe de marathon 2017, il remporte la médaille de bronze en kayak monoplace ; il remporte également la short race en K1, course non ans décernement de titre européen officiel.
Il remporte avec Jérémy Candy la médaille d'or du K2 aux Championnats du monde de marathon 2019.  Ils conservent leur titre en 2021 en Roumanie. En 2023, le duo est sacré champions d’Europe en juillet 2023 puis médaillé d'argent aux championnats du monde 2023 battu pour une seconde par la paire portugaise Ramalho/Pimenta. Le scénario se répète lors des championnats du monde 2024.